# İskender Bey

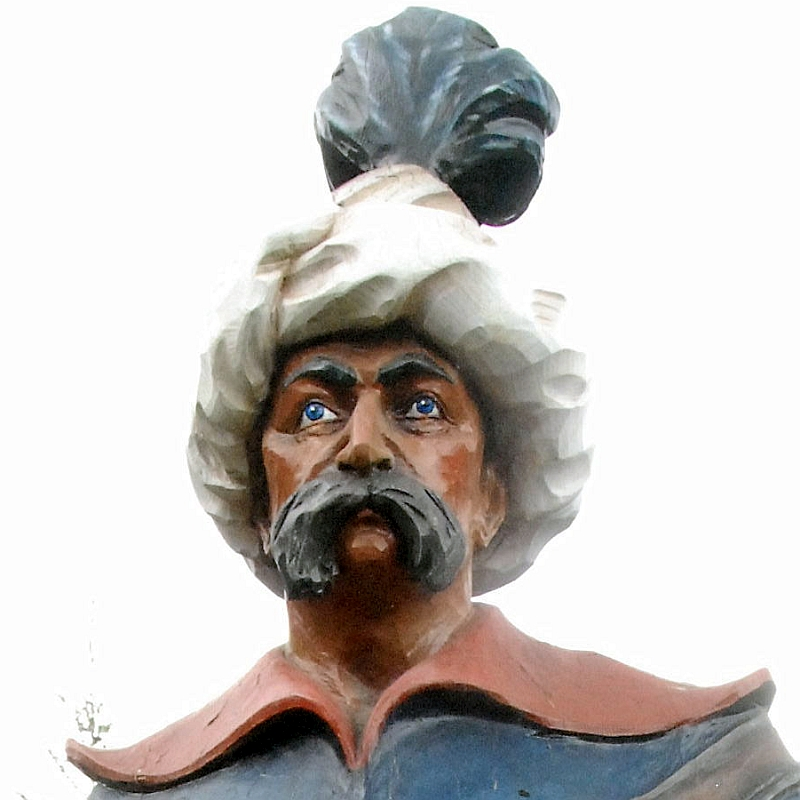
İskender Bey fiel 1478 von Friaul kommend in Kärnten ein. Daran erinnert dieses "Tatarmandl" in Albeck.

Mihaloğlu İskender Bey bzw. İskender Pascha (arabisch/osmanisch إسكندر باشا ميخائيل أوغلي, türkisch İskender Paşa, bosnisch Skender-paša Mihajlović), oft nur Skender Pascha (* um 1434; † 23. Januar 1496 oder 26. November 1504, in Edirne oder Sarajevo) war ein osmanischer Kriegsherr. Unter den Sultanen Mehmed II. und Bayezid II. war İskender ein Bey der Akıncı sowie zwischen 1478 und 1504 wiederholt (insgesamt 15 Jahre lang) Sandschakbey des osmanischen Sandschaks Bosnien. In einigen abendländischen Geschichtsquellen (vor allem solchen, die sich auf Joseph von Hammer-Purgstall berufen) wurde er möglicherweise verwechselt mit einem anderen İskender Pascha, der ebenfalls zu jener Zeit auch in Bosnien aktiv war.

## Biographie mit Widersprüchen

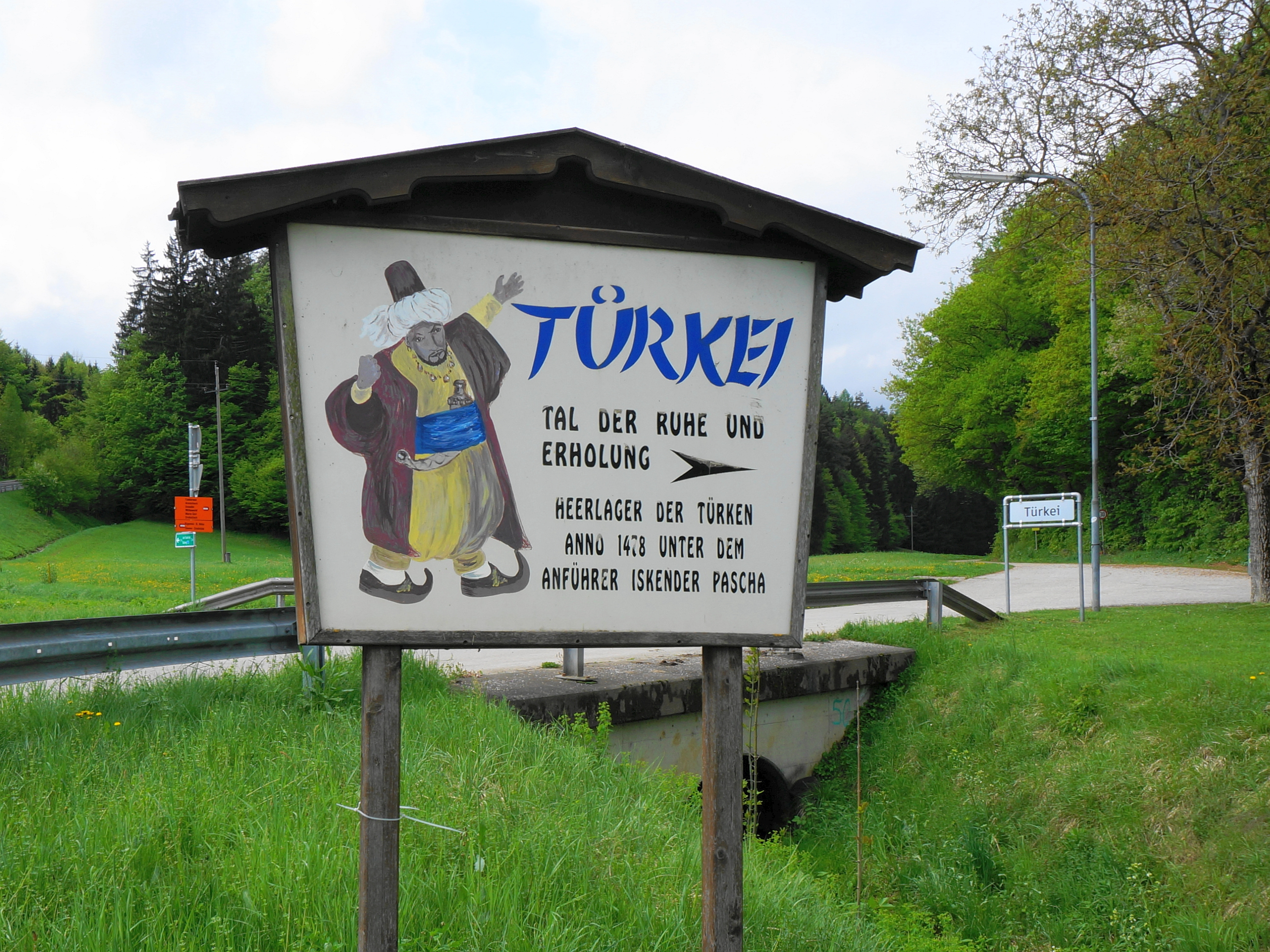
Der Ortsname "Türkei" in Kärnten erinnert an İskenders Heerlager.

İskender (von al-Iskander, arabisch/osmanisch für Alexander) war wohl ein Nachfahre des griechischen Konvertiten Köse Mihal und somit Bruder des Mihaloğlu Ali Bey. Ali war ebenfalls ein Akıncı-Bey sowie Sandschakbey von Smederevo (Serbien) und Widin. Anderen Angaben zufolge soll İskender genuesischer Abstammung oder ein serbischer Konvertit (Mihajlović) gewesen sein.
Zunächst kämpfte İskender an der Seite seines Bruders Ali in den 1460er Jahren gegen Corvinus’ Ungarn und Drăculeas Walachen, musste 1462 von Ali aus ungarischer Gefangenschaft ausgelöst werden und zog dann zusammen mit Ali gegen die Aq Qoyunlu in Kleinasien. Ehe er 1477 oder 1478 erstmals Sandschakbey von Bosnien wurde, war er zunächst kurzzeitig Sandschakbey von Negroponte. Von Bosnien aus unternahm İskender während des Osmanisch-Venezianischen Krieges 1477 und 1478 mit zehntausenden Akıncı Angriffe auf Istrien, Friaul und Venetien, bei denen das Gebiet bis zum Piave gebrandschatzt und zehntausende Gefangene als Sklaven verschleppt wurden. (In italienischen Quellen wurde er als Scander bzw. Scanderio Bassà bezeichnet.) Von Friaul zog İskender 1478 mit 30.000 Akıncı (auf dem "Türkeiweg") nach Kärnten weiter (Hammer-Purgstall zufolge İskenders dritter Einfall in Kärnten); eine Vorausabteilung erreichte sogar Tamsweg im Land Salzburg.
Nachdem die Angriffe auf Oberitalien Venedig beunruhigt und 1479 zum Waffenstillstand gezwungen hatten, kämpfte İskender zunächst weiter gegen Ungarn, Walachen und Stefans Moldauer, danach wirkte er zwischenzeitlich als Wesir am Hof in Istanbul bzw. als Sandschakbey von Kayseri. Als Heerführer im Krieg gegen die Dulkadir und die ägyptischen Mamluken in Kleinasien und Syrien geriet er nach einer Niederlage 1486 oder 1489 in ägyptische Gefangenschaft, erst nach dem Frieden von 1491 kam er frei. İskender soll ein Kritiker des Krieges gegen die Mamluken, aber ein Verfechter des Krieges gegen Venedig gewesen sein.
Ab 1491 wurden die Angaben über İskender uneindeutig; 1492 soll er den Sultan vor einem Attentäter gerettet haben. Seit 1498 (wieder) Sandschakbey von Bosnien, unternahm (dieser oder eben der andere) İskender zu Beginn des wieder ausgebrochenen Krieges gegen Venedig Ende September 1499 mit angeblich bis zu 30.000 Mann einen (erneuten) Einfall in Friaul und Venetien. Seine Reiter sollen bis Vicenza gekommen sein, 132 Dörfer zerstört und erneut 6.000 Gefangene getötet oder verschleppt haben. (Das Vorfeld von Vicenza wäre der westlichste Punkt auf dem europäischen Festland, den türkische Heeresabteilungen auf dem Landweg jemals erreichten.)
Nicolae Iorga behauptete hingegen, (der andere?) İskender Pascha (bei Iorga "der asiatische Skender-Pascha") habe im Herbst bzw. Dezember 1499 (wieder) in Kleinasien gekämpft. Im Jahr 1501 soll İskender vor Jajce erfolglos gegen Johann Corvinus gekämpft haben, anderen Angaben zufolge habe dort stattdessen ein Sohn İskenders gekämpft.
Über İskenders Todesjahr und seinen Sterbeort gibt es widersprüchliche Angaben. Möglicherweise starb er schon 1496. Wenn es sich aber beim Venetien-Feldzug von 1499 nicht um eine Verwechslung mit (dem anderen) İskender Pascha handelte, konnte er nicht schon 1496 oder 1498 gestorben sein. Alternativ wurden daher 1504, 1506 oder 1507 als Todesjahr genannt (wobei es sich bei 1507 möglicherweise um eine Verwechslung mit dem anderen İskender Pascha oder mit İskenders Bruder Mihaloğlu Ali Bey handelt, die beide 1507 gestorben sein sollen). Ebenso kursieren widersprüchliche Angaben über Söhne İskenders: Mihal soll 1489 von den Mamluken getötet worden sein, Yasin (Jakschi) hingegen freigelassen. İskenders angeblicher Sohn Mehmet Bey war wohl nur sein Neffe (Alis Sohn) und Mustafa möglicherweise der Sohn des (anderen) İskender Pascha.